# 1950年コモンウェルスゲームズ
1950年大英帝国競技大会（British Empire Games）は、1950年2月4日から2月11日までニュージーランド、オークランドで行われたコモンウェルスゲームズの第4回大会である。第2次世界大戦による中断を経てイーデン・パークをメイン会場に開催された。

## 参加の国と地域

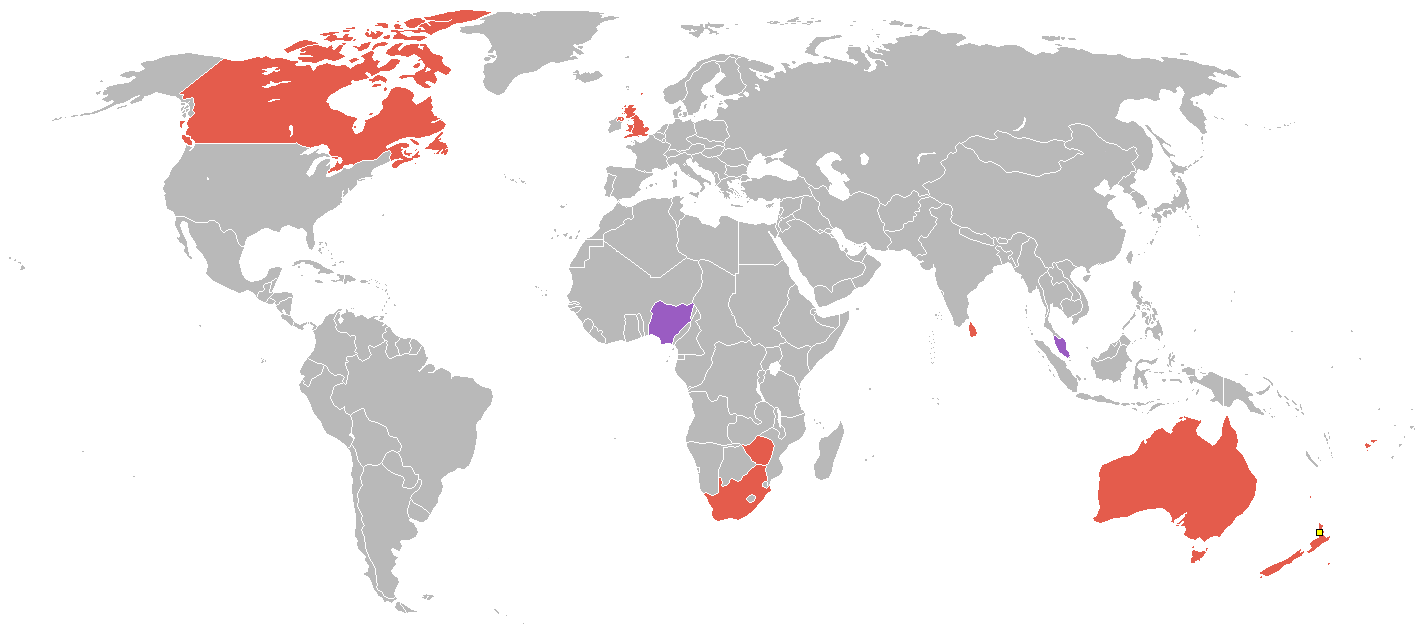
参加国・地域

マラヤ連邦（現在のマレーシア）およびイギリス領ナイジェリアが新たに加わり、12の国と地域が参加した。
- イギリス領ナイジェリア
- イングランド
- ウェールズ
- オーストラリア
- カナダ
- スコットランド
- セイロン
- ニュージーランド
- フィジー
- マラヤ連邦
- 南アフリカ連邦
- 南ローデシア

## 実施競技
重量挙げとフェンシングが追加された。
- 陸上競技
- ボクシング
- ローンボウルズ
- 自転車競技
- ボート競技
- 競泳
- レスリング
- 重量挙げ
- フェンシング

## メダル獲得数
| 順 | 国・地域         | 金 | 銀 | 銅 | 計  |
| -- | ---------------- | -- | -- | -- | --- |
| 1  | オーストラリア   | 34 | 27 | 19 | 80  |
| 2  | イングランド     | 19 | 16 | 13 | 48  |
| 3  | ニュージーランド | 10 | 22 | 22 | 54  |
| 4  | カナダ           | 8  | 9  | 13 | 30  |
| 5  | 南アフリカ連邦   | 8  | 4  | 8  | 20  |
| 6  | スコットランド   | 5  | 3  | 2  | 10  |
| 7  | マラヤ連邦       | 2  | 1  | 1  | 4   |
| 8  | フィジー         | 1  | 2  | 2  | 5   |
| 9  | セイロン         | 1  | 2  | 0  | 3   |
| 10 | ナイジェリア     | 0  | 1  | 0  | 1   |
| 10 | ウェールズ       | 0  | 1  | 0  | 1   |
| 10 | 南ローデシア     | 0  | 1  | 0  | 1   |
|    | 合計             | 88 | 89 | 80 | 257 |